# Ung for evigt
|  | Denne artikel er oprettet af botten PalnaBot ud fra en ekstern database. Den kan derfor have sproglige fejl eller mangler. Denne skabelon kan fjernes efter kontrol af indholdet. |

Ung for evigt er en kortfilm fra 2012 instrueret af Ulaa Salim efter manuskript af Ulaa Salim.

## Handling
Dette er en historie om den store kærlighed i ungdommen. Vi følger de unge par, Omar og Sofie, meget ærligt og intimt, igennem hele deres kærlighedsforhold.